# Lixheim

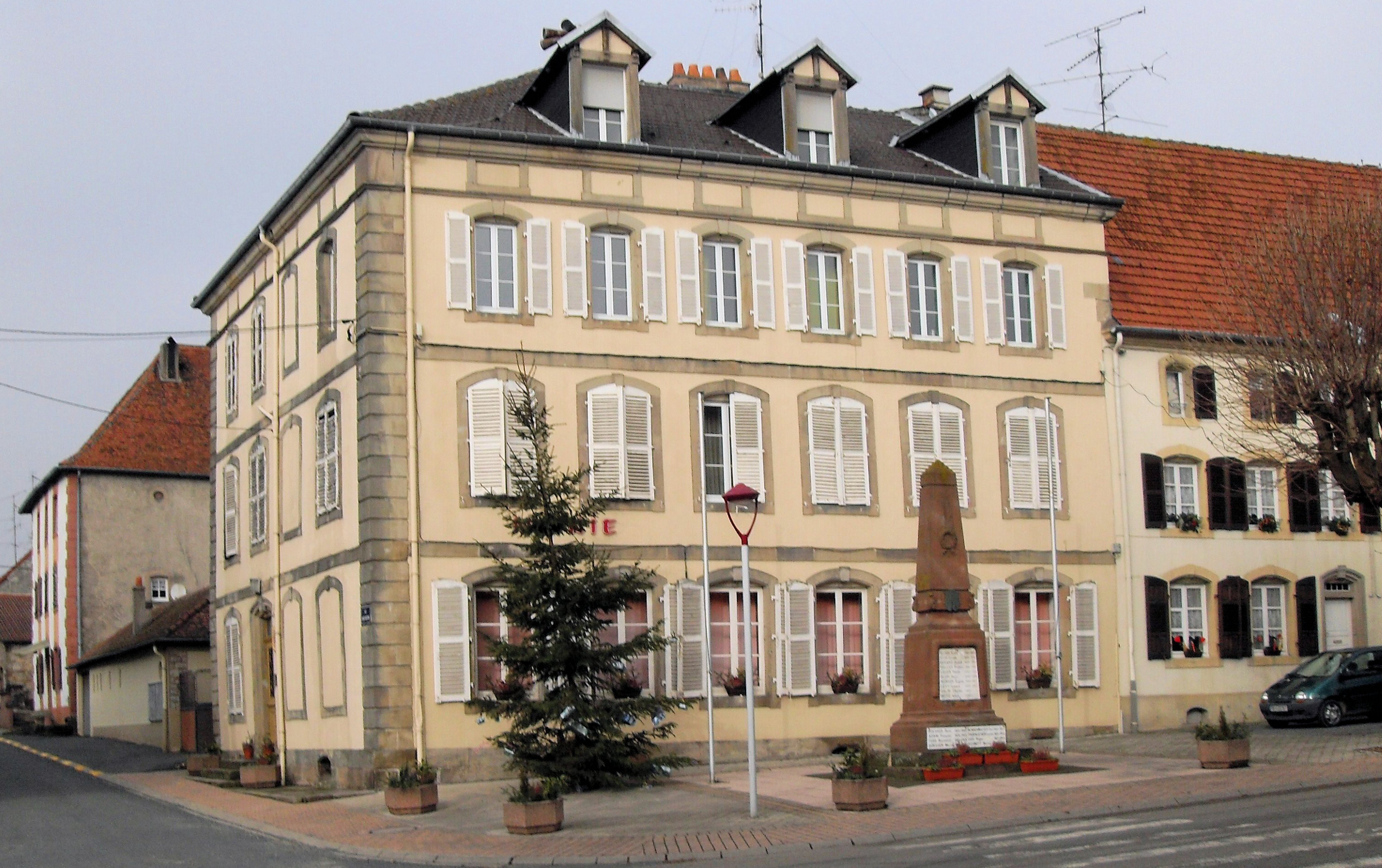
Rathaus

Lixheim ist eine französische Gemeinde mit 564 Einwohnern (Stand 1. Januar 2022) im Département Moselle in der Region Grand Est (bis 2015 Lothringen). Sie gehört zum Arrondissement Sarrebourg-Château-Salins und zum Kommunalverband Pays de Phalsbourg. Die Einwohner nennen sich Lixins.

## Geographie
Lixheim liegt im historischen Lothringen, etwa neun Kilometer nordöstlich von Sarrebourg (Saarburg) auf einer Höhe zwischen 268 und 336 m über dem Meeresspiegel.
Nachbargemeinden von Lixheim sind Schalbach im Norden, Fleisheim im Nordosten, Hérange (Heringen) im Osten, Brouviller (Brauweiler) im Süden sowie Vieux-Lixheim (Altlixheim) im Westen.

## Geschichte
Auf dem Gemeindegebiet befand sich früher mit dem Kloster Lixheim ein Benediktinerkloster, das 1107 gegründet und 1550 aufgehoben wurde; auch die Überreste dieses Klosters wurden dann im Dreißigjährigen Krieg restlos zerstört.

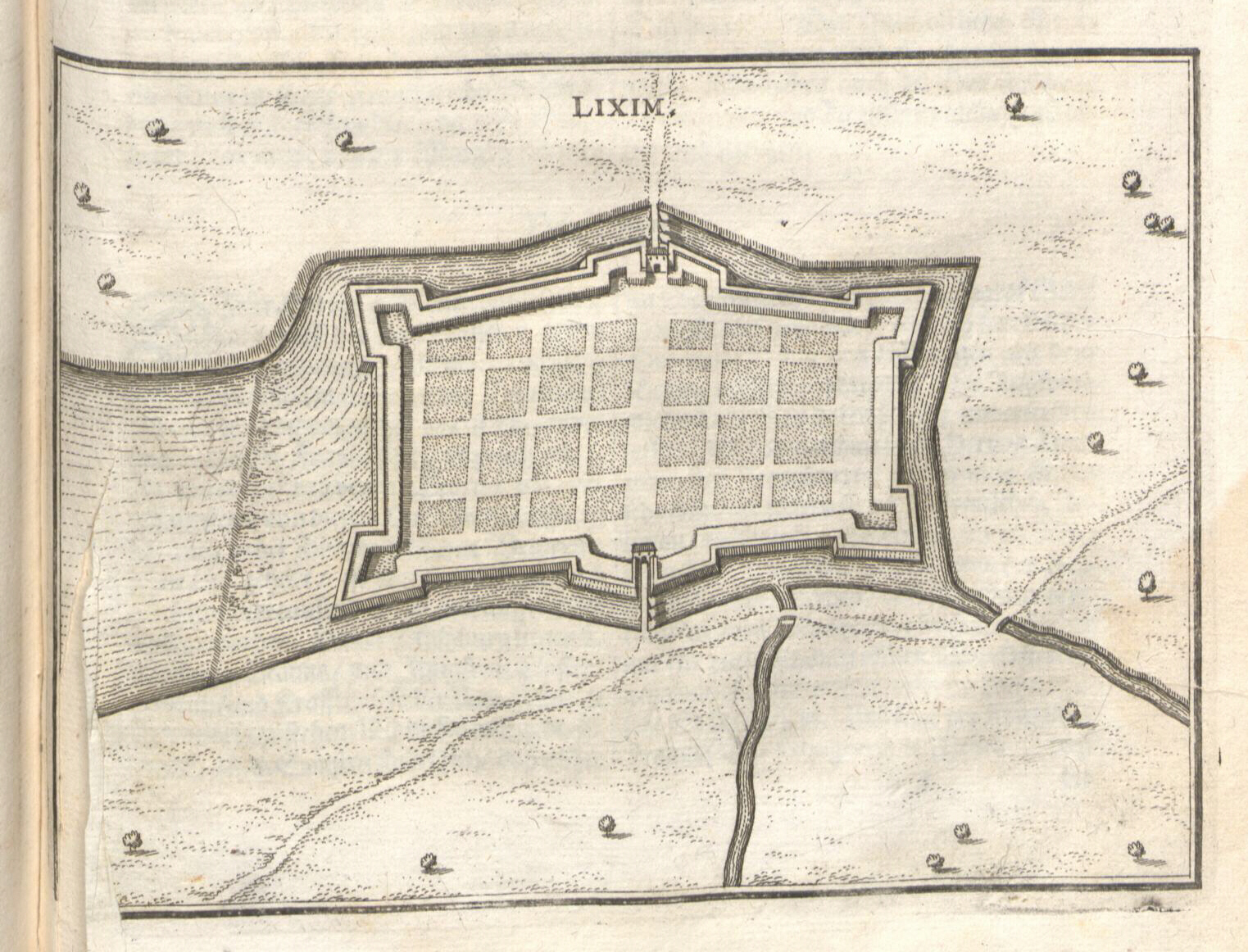
Stadtanlage Lixheims (Topographia Palatinatus Rheni et Vicinarum Regionum, 1645)

Der Ort selbst wurde im Jahre 1608 von Georg Gustav von Pfalz-Veldenz als Zufluchtsort für Protestanten aus dem Herzogtum Lothringen gegründet. 1623 erwarb der katholische Herzog Heinrich II. von Lothringen Lixheim und die übrigen pfälzischen Besitzungen in der Region. Im Folgejahr übertrug er die Gebiete und das bereits 1583 gekaufte Pfalzburg sowie das Amt Einarzhausen an Henriette von Lothringen und ihren ersten Ehemann, Baron d’Ancerville, Louis de Guise, Graf von Boulay (* 14. Dezember 1588–1631), unehelicher Sohn des 1588 zu Blois ermordeten Kardinals de Guise. Nun änderten sich die Zeiten, da Heinrich II. es nicht duldete, dass Untertanen seines Herzogtums in der reformierten Religion verblieben. Für die Einwohner stellte sich daher die Frage: Exodus oder Bekehrung. Viele wählten den Exodus und wanderten nach Bischwiller aus, dem Asylland, das dem protestantischen Herzog von Pfalz-Zweibrücken-Birkenfeld gehörte.
Am 12. Februar 1629 erhob Kaiser Ferdinand II. das Territorium zum reichsunmittelbaren Fürstentum Lixheim.
1702 fiel der Ort an das Herzogtum Lothringen.
1766 wurde Lixheim Frankreich einverleibt. Durch den Frankfurter Frieden vom 10. Mai 1871 kam die Region an das deutsche Reichsland Elsaß-Lothringen, und die Gemeinde wurde dem Kreis Saarburg im Bezirk Lothringen zugeordnet. Nach dem Ersten Weltkrieg musste die Region aufgrund der Bestimmungen des Versailler Vertrags 1919 an Frankreich abgetreten werden und wurde Teil des Département Moselle. Im Zweiten Weltkrieg war die Region von der deutschen Wehrmacht besetzt.

## Die Planung
Lixheim wurde schachbrettartig angelegt. Der kleine Fluss Bruche wurde geteilt und nördlich sowie südlich um Lixheim herumgeführt und im Nordwesten gestaut. Dadurch ergab sich ein Wassergraben rings um die Stadtmauern, die zwei Tore aufwies. Der Fluss fließt heute wieder in seinem alten Bett, die Befestigungsanlagen existieren bis auf Reste von Wällen und Gräben nicht mehr. Die gesamte Anlage ist jedoch auf Satellitenbildern noch gut zu erkennen. Von der Bausubstanz aus der Gründungszeit innerhalb der ehemaligen Mauern ist noch relativ viel erhalten geblieben.

## Hintergrund
Karl IV. von Lothringen wollte 1629 seiner Schwester Henriette den Titel einer Prinzessin verleihen und errichtete ein sogenanntes Prinzipat. Der Historiker Du Cange hat nachgewiesen, dass die Verwendung des Prinzentitels in alten öffentlichen Dokumenten nur Herr bedeutete und als Hauptherr zu verstehen ist, wie das lateinische Wort princeps, von dem er abgeleitet ist.

### Bevölkerungsentwicklung
| Jahr      | 1962 | 1968 | 1975 | 1982 | 1990 | 1999 | 2007 | 2019 |
| --------- | ---- | ---- | ---- | ---- | ---- | ---- | ---- | ---- |
| Einwohner | 598  | 630  | 651  | 588  | 527  | 572  | 559  | 591  |

## Sehenswürdigkeiten
- gesamtes Ortsensemble, insbesondere Erker aus dem 17. Jahrhundert
  - Kirche St. Antoine aus dem 18. Jahrhundert, im 19. Jahrhundert umgebaut
  - evangelische Kirche mit Nebengebäuden, die auf den Resten des ehemaligen Klosters Lixheim entstanden

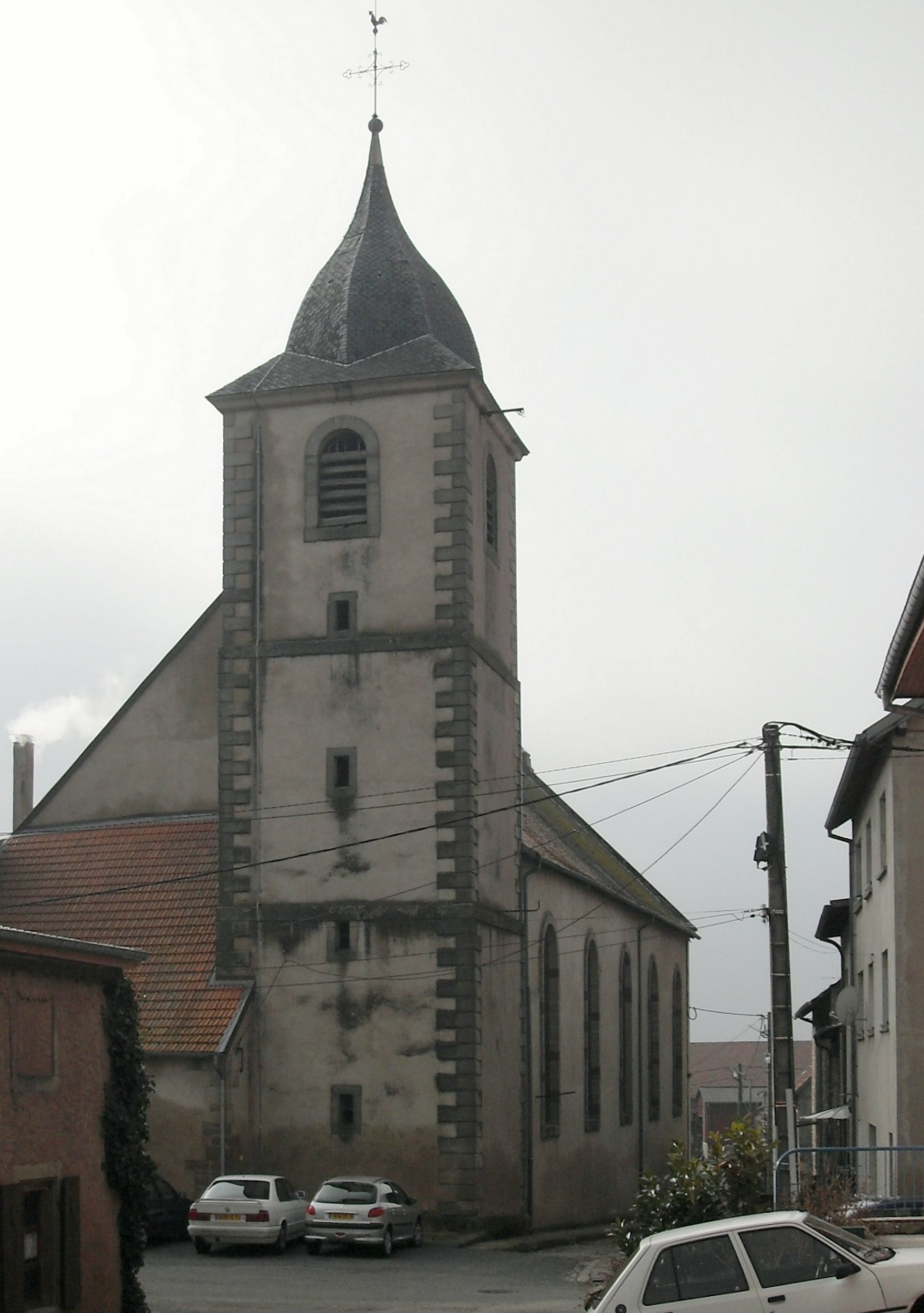
Kirche St. Antoine
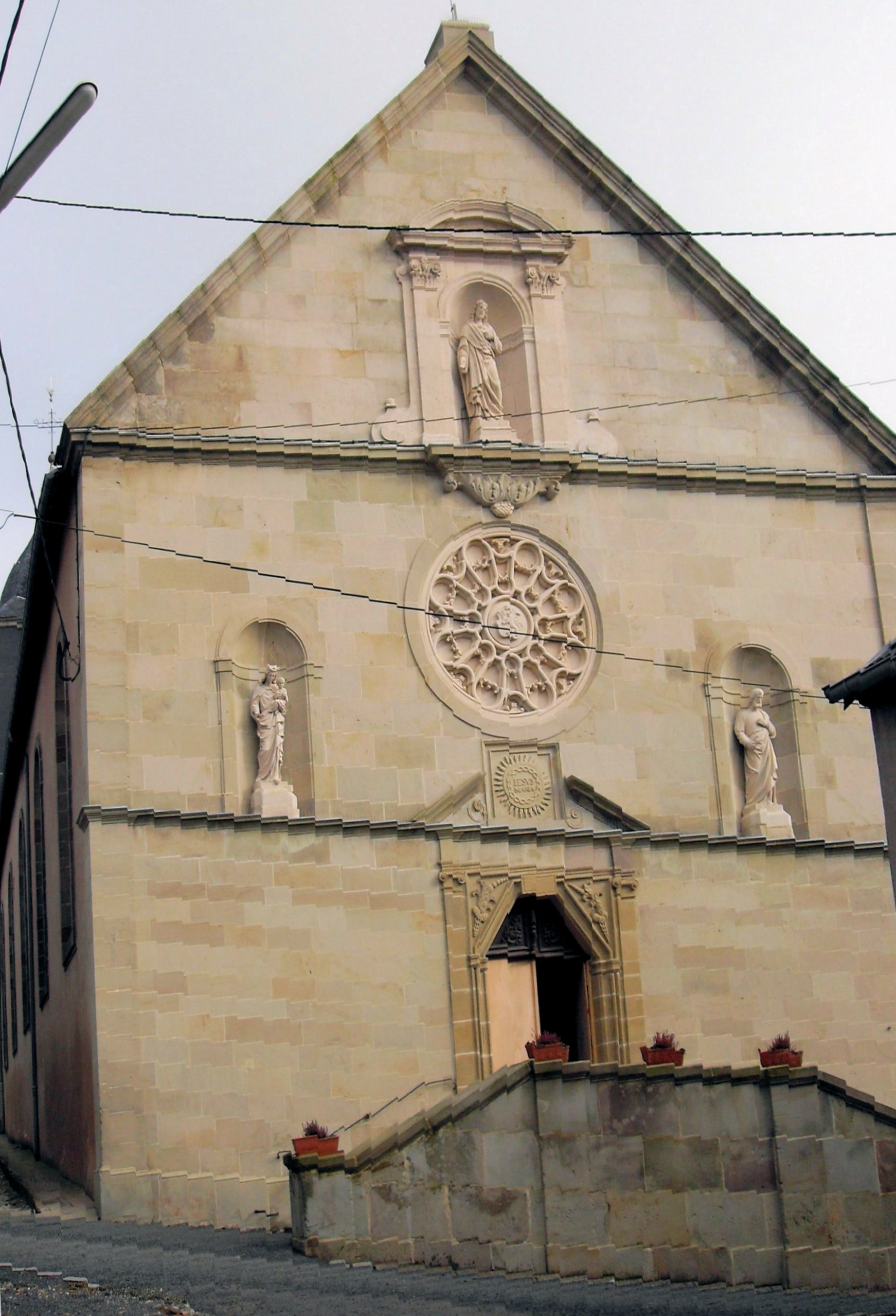
Westportal der Kirche St. Antoine
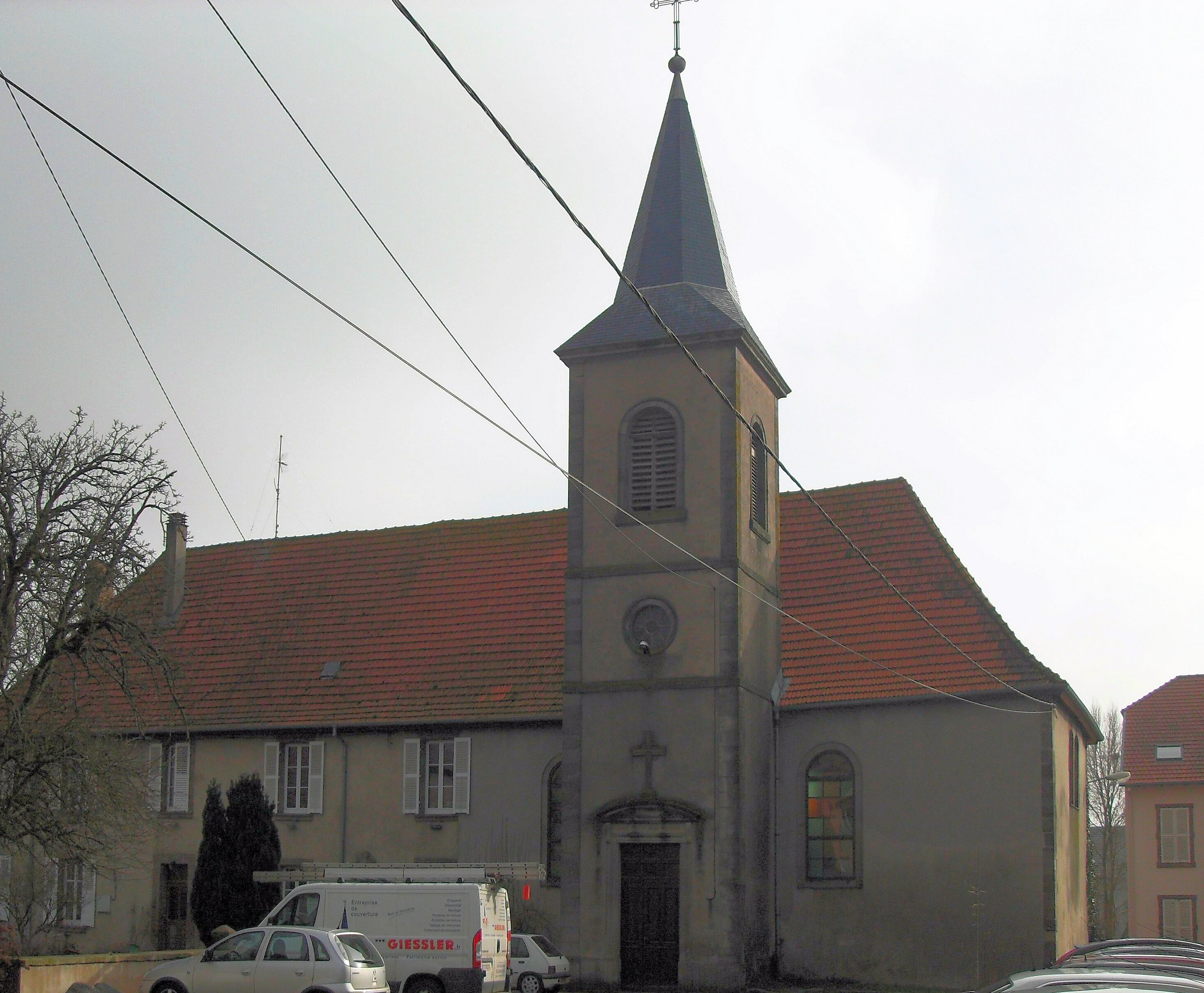
Evangelische Kirche mit Nebengebäuden (ehemaliges Kloster)
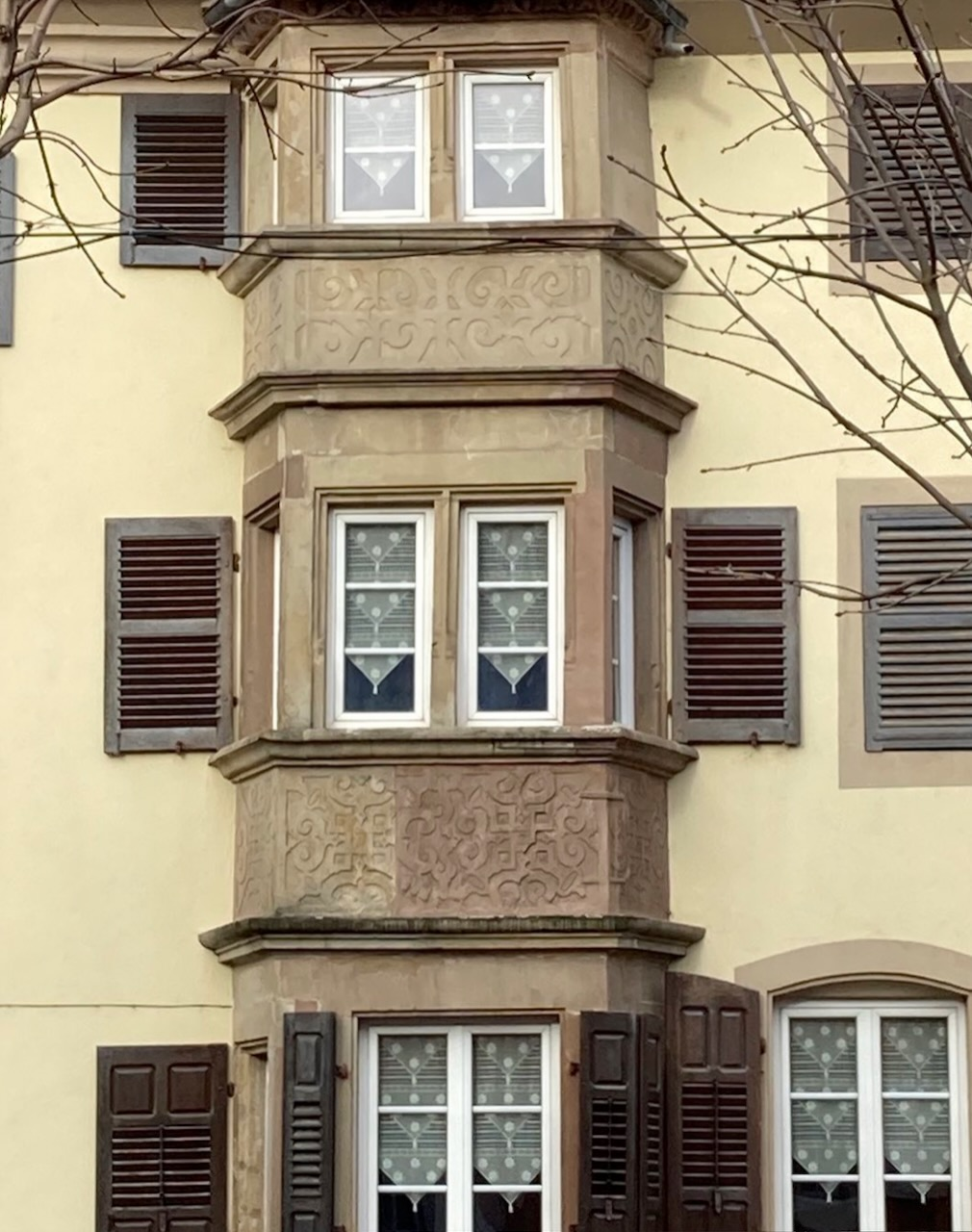
Erker 17. Jahrhundert